# رويسة البساتنة
رويسة البساتنة قرية في منطقة القرداحة التابعة لمحافظة اللاذقية شمال غرب سوريا. تحيط بالقرية جبال ووديان هضاب ومناطق غابات خضراء، وتشرف القرية على بحيرة اصطناعية. بلغ عدد سكانها قرابة 560 نسمة حسب إحصاء 2004.
تبعد رويسة البساتنة حوالي 3 كم عن القرداحة غربا، وتضم القرية أقدم مدرسة ثانوية خاصة في المحافظة يدرس بها الطلاب من كافة القرى المحيطة، يوجد فيها عدد كبير من المثقفين وأصحاب الشهادات الجامعية، تعتبر قرية نموذجية بالنسبة للمنطقة فهي تحتوي على مستوصف صحي ومركزا للثقافة ومركز رياضي ومركزا ترفيهيا للأطفال . أغلب السكان يعملون إضافة للتخصصات العلمية المختلفة بالزراعة ومن أشهر المزروعات التبغ والحمضيات - الزيتون - واشجارالفواكه المختلفة.